# Giovane Gávio
Giovane Farinazzo Gávio (ur. 7 września 1970 w Juiz de Fora) – brazylijski siatkarz, były reprezentant kraju. Obecnie trener brazylijskiego Tigre/Unisul/Joinville. Gio zdobył złoty medal olimpijski w 1992 roku. Karierę siatkarską zakończył w 2004 roku, po zdobyciu kolejnego złotego medalu olimpijskiego. Występował na pozycji przyjmującego. Mierzy 196 cm. Jego zasięg w ataku to: 340 cm, a w bloku: 322 cm. Gávio został wybrany najlepszym zawodnikiem na świecie w 1993 roku.

## Kariera zawodnicza
- Banespa
- Padwa
- Messaggero/Ravenna
- Palmeiras
- Chapecó
- Report/Suzano
- Vasco da Gama
- Bre Banca Cuneo
- Minas Tênis Clube
- Unisul

## Sukcesy

### Igrzyska Olimpijskie
- – (1992, 2004)

### Mistrzostwa Świata
- – (2002)

#### Juniorskie
- – (1988)

### Liga Światowa
- – (1993, 2001, 2003, 2004)
- – (1995, 2002)
- – (1990, 1994)

### Mistrzostwa Ameryki Południowej
- – (1989, 1995, 2001)
- – (1992)
- – (2003)

#### Juniorskie
- – (1987)

### Mistrzostwa Brazylii
- – (1987, 1989, 1996, 1998)
- – (2001)

### Puchar Europy
- – (1993)
- – (1994)

### Puchar Świata
- – (2003)
- – (1991)
- – (1995)

## Nagrody indywidualne i wyróżnienia
- 1989 – Najlepiej blokujący zawodnik Pucharu Świata
- 1993 – Najlepszy zawodnik na świecie
- 2003 – Najlepiej atakujący zawodnik Pucharu Świata